# Lorenzo Castellano
Lorenzo Castellano (Roma, 19 febbraio 1963 – Roma, 17 gennaio 2022) è stato un autore televisivo, sceneggiatore e regista italiano.

## Biografia
Era "figlio d'arte" di Franco Castellano, della nota coppia di autori e registi cinematografici e televisivi Castellano e Pipolo. Inizió a lavorare nello spettacolo nel 1982 come assistente alla regia di Grand Hotel Excelsior, successo cinematografico dei succitati registi. Nel 1989 fu regista e autore, insieme a Federico Moccia, della serie televisiva College con Federica Moro, in onda e più volte replicata su Italia 1. Nel 1991 fu autore dei giochi del "Castello" nella Domenica in di Pippo Baudo.
Nel 1997 è stato tra gli autori di Fantastico Enrico, programma del sabato abbinato alla lotteria Italia di Rai 1. Dopo il 2000 concentró la sua attività nel campo dei reality televisivi. Dal 2002 al 2006 curó l'edizione e fu autore di 5 edizioni del Grande Fratello. Sempre nel 2006 fu autore di riferimento per l'Arizona del reality show di Rai2 Wild West. Nel 2008 fu autore in Sudafrica della terza edizione de La talpa. Inoltre nel 2007 firmò la terza serie del game TV Distraction condotto da Teo Mammucari e nel 2009 fu tra gli autori di Vuoi ballare con me?, talent show presentato da Lorella Cuccarini su Skyuno.
Morì il 17 gennaio 2022 a causa di un tumore, all'età di 58 anni.